# تورنتو ۲۱۰۴
سیارک ۲۱۰۴ (به انگلیسی: 2104 Toronto، نامگذاری:1963PD) دو هزار و صد و چهارمین سیارک کشف شده‌است که در ۱۵ اوت ۱۹۶۳ کشف شد.
قدر مطلق سیارک برابر ۱۰٫۳۰ است.